# Phacopteronidae
Phacopteronidae è una piccola famiglia di insetti appartenente all'ordine dei Rincoti Omotteri, superfamiglia Psylloidea, diffusa nelle regioni tropicali.

## Descrizione
Sono insetti di piccole dimensioni, con corpo lungo circa 2,5 mm. Il capo porta antenne di 10 articoli.
Le ali sono membranose, quelle anteriori leggermente sclerificate. La morfologia della venulazione dell'ala anteriore è affine a quella degli Psyllidae, ma manca lo pterostigma; inoltre, la media e il settore del radio, entrano fra loro in contatto così come avviene in alcuni Carsidaridae (Epicarsa). Le zampe hanno tarsi biarticolati e le posteriori sono adattate al salto.

## Biologia
Le specie di questa famiglia sono associate a piante dell'ordine delle Sapindales o della famiglia delle Apocynaceae. Le neanidi sono in genere galligene.

## Distribuzione
I Phacopteronidae sono diffusi in tutte le regioni tropicali, con un discreto numero di specie rappresentate in Asia, in America centrale e in Africa.

## Sistematica
La famiglia, ancora poco conosciuta, comprende poche decine di specie ed altre ancora non determinate, ripartite fra tre generi:
- Cornegenapsylla
- Phacopteron
- Pseudophacopteron

Altri tre generi citati in letteratura (Neophacopteron, Chineura, Phacosemoides) sono ritenuti sinonimi di Pseudophacopteron e Cornegenapsylla.